# Rinaldo d’Aquino
Rinaldo d’Aquino (Montella, 13. század eleje – ?, 1279–1281 között) olasz költő, a szicíliai költészeti iskola követője.
Az Aquino grófi család tagjaként rokonságban állt Aquinói Szent Tamással. Egy 1240-ből fennmaradt oklevél tanúsága szerint II. Frigyes szicíliai király solymásza volt, ezután Anjou Károly szolgálatába lépett. A király nevében a vazallusoktól hűségesküt vevő küldöttség tagjaként Sessában is járt.
Költői életművéből egyetlen szonett, mintegy tucatnyi canzone, valamint a Lamento per la partenza del crociato (’Panasz a keresztes vitéz távozásakor’) című canzonettája maradt ránk. Ez utóbbi, nyolcsoros strófákból építkező, nyolcszakaszos költeményében a hadba vonuló szerelme által magára hagyott, magányos nő panaszát szólaltatja meg fájdalmas hangvétellel.
Dante fennmaradt hagyatékában két ízben is felmagasztaló említést tesz egy Rinaldóhoz köthető canzonéról.